# Selección de fútbol sub-23 de Tahití
La selección de fútbol sub-23 de Tahití es el equipo representativo de dicho país en las competiciones de la categoría. Su organización está a cargo de la Federación Tahitiana de Fútbol, miembro de la OFC y la FIFA.
Ya que Tahití no es parte del Comité Olímpico Internacional, no puede participar en el torneo de fútbol de los Juegos Olímpicos ni en el Torneo Preolímpico de la OFC, que sirve de clasificación para el primero. El único torneo oficial del que ha participado es el de los Juegos del Pacífico 2015, donde consiguió la medalla de plata.

## Estadísticas

### Juegos del Pacífico
Esta tabla contabiliza solamente los torneos desde que se juega con selecciones Sub-23.
| Año                     | Fase             | Posición | PJ | PG | PE | PP | GF | GC |
| Papúa Nueva Guinea 2015 | Medalla de plata | 2º       | 5  | 3  | 1  | 1  | 34 | 4  |
| Total                   | 1/1              | 2°       | 5  | 3  | 1  | 1  | 34 | 4  |
| ----------------------- | ---------------- | -------- | -- | -- | -- | -- | -- | -- |